# Dálniční křižovatka Satalice
Dálniční křižovatka Satalice je mimoúrovňová křižovatka na území hlavního města Prahy na hranici Satalic a Horních Počernic. Kříží se zde Pražský okruh s dálnicí D10 (pojmenovanou jako ulice Novopacká) a spojují či větví mezinárodní silnice E55 a E65 . V roce 2019 křižovatkou projelo 101 000 aut denně.

## Poloha
Dálniční křižovatka se nachází na severovýchodním okraji hlavního města Prahy na katastrálních územích Horních Počernic a Satalice. Nejbližšími částmi Prahy jsou Satalice a Horní Počernice. Křižovatka se nachází v nadmořské výšce 281 m n. m.

## Popis
Dálniční křižovatka Satalice je mimoúrovňová křižovatka Pražského okruhu přicházejícího od jihu a dálnice D10 procházející zde západovýchodním směrem (Praha – Mladá Boleslav – Turnov). Současně po Pražském okruhu prochází evropská silnice E55 a E65. Po dálnici D10 v úseku směrem do centra prochází evropská silnice E55 a v úseku na Turnov evropská silnice E65. Začátek dálnice D10 se z administrativních důvodů nachází asi 500 m směrem do centra před mostem pod železniční tratí Praha–Turnov. Dálnice D10 volně navazuje na Vysočanskou radiálu. Pražský okruh je zde provizorně ukončen.
Dálniční křižovatka Satalice je provedena jako nedokončená čtyřlístková tříramenná dálniční křižovatka.

## Historie výstavby
Úsek dálnice D10 z Prahy do Staré Boleslavi byl otevřen v roce 1981. Stavba mimoúrovňové křižovatky Satalice, která nahradila dosavadní provizorní napojení na Pražský okruh, spolu se stavbou první části Vysočanské radiály započala v roce 2005. Křižovatka byla zprovozněna v roce 2011.